# Papaver gorgoneum
Papaver gorgoneum är en vallmoväxtart. Papaver gorgoneum ingår i släktet vallmor, och familjen vallmoväxter.

## Underarter
Arten delas in i följande underarter:
- P. g. gorgoneum
- P. g. theresias